# Lambada
Lambada je druh brazilského tance a rytmické hudby. Vznikla pod vlivem dalších jihoamerických stylů jako carimbó, cumbia a merengue. Pro tanec je charakteristický těsný kontakt partnerů, kroky ze strany na stranu, výrazné pohyby v bocích a vkládání kolene mezi nohy partnera.
Tanec se rozšířil v 80. letech 20. století a na začátku 90. let. Zpopularizovala jej píseň Llorando se fue (1981) bolivijské skupiny Los Kjarkas a její portugalská varianta Chorando Se Foi neboli Lambada (1989) francouzské skupiny Kaoma.
Z lambady, jakožto tance, se počátkem 90. let 20. století vyvinul další taneční styl – brazilský zouk.